# Fallout: New Vegas
『Fallout: New Vegas』（フォールアウト: ニューベガス）は、ベセスダ・ソフトワークスより発売されたゲームソフト。日本では2010年11月4日にXbox 360およびPlayStation 3で発売された。Falloutシリーズ4作目にして、Fallout 3のスピンオフ作品として発売前にアナウンスされていた。
今作の開発であるObsidian Entertainmentは、シリーズがInterplayから発売されていたころにFallout、Fallout 2、Fallout Tactics、などを開発した元Black Isle Studiosのメンバーが多く所属している開発会社であるため、過去のシリーズからの引用が多く見られる。

## 作品解説
作品の舞台は前作と異なり、2281年(前作から4年後)のアメリカ南西部・ラスベガスを中心とする砂漠地帯、モハビ・ウェイストランド一帯である。北はネリス空軍基地から南はサーチライト周辺まで到達できる。
前作とのストーリーでの繋がりはないとされるが、至る所に前作プレイヤーに向けての要素が散りばめられている。(例えばアイテムとして"ウェイストランド・サバイバルガイド"が存在しているなど)
基本的なゲームシステムなどは前作を踏襲しているため、前作の頁を参照の事。
なお、Windows 10 Anniversary Update (version 1607)で実装されたWDDM 2.1以降の環境では起動やデータロード後のプレイが不可能である。ただしアンチクラッシュMODの利用やNVのフォルダへ適切なドライバーを導入することで動作させられる場合もある(steam版にて確認)

## ストーリー
2281年。かつてネバダ州と呼ばれ、今ではモハビ・ウェイストランドと呼ばれる場所。中央部の街、グッドスプリングスで主人公は目覚める。聞くところによると何者かに銃で頭を撃たれたが、セキュリトロンと呼ばれるロボットのヴィクターに助けられ一命を取り留めたのだという。
主人公を介抱した医者の話によって、数日前の夜にとある運びの仕事で品物を依頼人に届ける最中、小洒落たスーツの男に拘束され、撃たれた挙句に埋葬されていたことを知る。その日より、依頼の品を強奪した男への復讐と、運んでいた物が「どのような品」であったかを確かめる放浪の旅が始まった。
そして西海岸を治める新カリフォルニア共和国(NCR)と対立する巨大なシーザー・リージョン、Mr.ハウスを中心としてモハビ・ウェイストランドの裏社会を牛耳るニューベガスのカジノファミリー達と出会い、大規模エネルギー施設であるフーバーダムを巡る泥沼の勢力争いに巻き込まれていく…。

## 前作からの変更点・追加点
おおまかに変更された部分を概略で記す。

### アイテム
- 武器(Weapon)と酒・薬品類(Aid)の種類が豊富になった。
- 特に武器の種類は前作の倍以上にもなり、弾薬の種類も口径の分類の他に、焼夷弾、徹甲弾、炸裂弾などの効果の違うものが追加された。
- 武器にはスコープや拡張マガジン等のカスタムパーツを取り付けることが可能になり、これによって武器の性能を底上げ&変更することができる。元となったFO3MODは「Weapon Mod Kits」。

### 戦闘
- 全体的に挙動のモーションが見直されている。
- 格闘攻撃には複数の技が追加され、能力値や特定の人物との接触により習得可能な仕様となっている。
- 武器によってStrengthとSkillの必要能力値が定められ、Strengthで下回っている場合は武器の出し入れと攻撃速度が、Skillの場合は精度と威力が著しく低下する。
- 敵に応じて弾薬の種類を変更するなどの戦略性が高まっており、銃撃戦の難易度が総じて上昇している。
- 防御力が相対値(割合)から絶対値へ変更。つまり防御5の敵にダメージ4の攻撃を与えても、ほぼ完全に無効化されてしまう。
- 野生の生物に縄張りや群れ等の「生態」の概念が追加され、レベルに関係なく強力な敵が出現する。

### S.P.E.C.I.A.L.&Skills
- Charismaの値に比例してコンパニオンの性能が変わり、Luckはカジノでのギャンブルに大きく影響を与える。
- 前作と比較して割り振れるポイントがかなり減らされているため、オールマイティなキャラクターが作成し辛くなっている。前作と同じ感覚でポイントを振ると、器用貧乏でどうにもならない凡庸なキャラクターが出来上がりやすい。
- 本作で新たに追加された料理(食料加工)や道具生成、弾薬製造の要素に関する「Survival」のスキルが追加された。これは主にハードコアモードにおいて重要となる。
- Small GunとBig Gunの区別が無くなり、「Gun」に統一された。
- 前作よりもSpeechやBarterといったコミュニケーションに関するスキルの重要性が高くなっている。

### Perks
- 総数が大幅に増加した。レベル上限は最初から30までとなる。
- ただし、レベルアップで習得できるタイミングが偶数レベル(2,4,6,……,30)到達時のみとなり、結果的に習得できるPerkは少なくなっている。
- 「チャレンジ」(後述)の達成によって内容に因んだPerkが取得できる。

### チャレンジ
本作ではプレイの内容が非常に細かく記録され、「ミュータントインセクトを50体倒す」などの記録の達成によって経験値や内容に因んだPerkが取得できる、「チャレンジ」の要素が追加されている。
チャレンジの内容はPip-boy3000のData-Misc.の画面から指示されるボタンで切り替え表示できる。

### カジノ
ゲーム内では複数のカジノファミリーが登場し、彼らの経営するカジノでゲームを楽しむことができる。
プレイできるゲームはブラックジャック、スロット、ルーレットの三種類。
また、カジノでプレイすることは出来ないが、各地のNPCと「キャラバン」と呼ばれるトランプを使ったオリジナルの賭けゲームを行うことが出来る。

### ハードコアモード
通常のモードとは異なる上級者向けのゲームモードのため、初心者はオフにすることが推奨されているが、最初から最後までハードコアでゲームをクリアすることで実績やトロフィーが得られる。元となったFO3MODは「FWE - FO3 Wanderers Edition」。
- 水分、空腹、睡眠の要素が追加。適度な水分補給、食事と睡眠を怠ると身体に影響を与えてしまい、放置しすぎると死亡する。
- 弾丸に重量の要素が追加。無制限に弾丸を持つことはできなくなる。このため装備する武器や戦略に応じて持ち物を吟味・調整する必要がある。
- 回復アイテムは使用後即回復ではなく時間で回復する。
- 各部位に重傷を負った場合はスティムパックや睡眠では治せず、ドクターバッグの使用か医者に治療してもらう必要がある。
- 今作では通常のモードにおいてはコンパニオンが倒された場合は気絶するのだが、本モードでは『3』と同様に必ず死亡する。

## 三大勢力
モハビ・ウェイストランドには複数の勢力による複雑な関係が存在し、主人公の行動により情勢は様々に変化していく。
また、巨大勢力ではそれぞれのコミュニティ内で流通する通貨が存在する。これらは商人との取引で共通通貨である「キャップ」に換金できる他、カジノチップに交換した後に払い戻す場合でも1チップ：1キャップの比率で交換する事ができる。
NCR ― 新カリフォルニア共和国 (New California Republic)
『Fallout』のエンディングで初めて言及され、『Fallout 2』で登場した大陸南西部を統治する巨大勢力。人口は70万人を超えるまさに国家というべき存在。Vault15出身者とスカベンジャー、そこに核戦争を生き残り独自の活動をしていたデザート・レンジャーが加わり発足したのが始まりである。100年程前に誕生した比較的新しい勢力ではあるが、圧倒的な人的資源と経済力を有しており、徐々に国境を東へ北へと拡大し続けている。既にモハビ・ウェイストランドにおいても最大勢力となっており、各地に多数の拠点を持つ事が特徴。「質より量」を地で行く勢力であり、緩慢とした雰囲気が漂うが社会性は高く文化的であり、荒廃したFallout世界においては稀有ともいえる民主主義や自由・平等を理念とする勢力であるため、各地で友好的な交流や取引を行っている。
フーバーダムや太陽光発電施設ヘリオス1を所有しており、エネルギーを巡りシーザー・リージョンと、それとは別に戦前のテクノロジーを巡りBoS(後述)とも激しく対立している。
モハビにおける最大勢力ではあるが、リージョンとの長期に渡る戦いによって人員と物資は慢性的に不足しており、その体制の基盤はまだまだ脆弱である。更に一般の兵士は実戦経験の無い一般人の志願兵・徴募兵が多いため練度は低く、慢性的な人員・物資不足の中で残虐なリージョンやレイダー等と対峙するという過酷な環境下で長期に渡って任務に従事していることから、前線を中心に士気もかなり低下している。そういった状態からNCR兵の統率は「烏合の衆」と揶揄されることもあるが、一方でNCR兵の中でもエリートとされる「レンジャー」の戦闘能力は他勢力からも畏怖されるものであり、その戦闘能力はNCR軍の貴重な戦力となっている。またレンジャー以外にも、過去のフーバーダムを巡る戦闘で功績を上げた第一偵察隊など優秀な兵士が存在する。ちなみに、パッケージの人物が装着しているのはレンジャーでもエリート中のエリートのみが着用を許されるレンジャーコンバットアーマーである。
ストリップ地区に対しては電力供給を行い、大使館を設置するなど一定の交流を持つが、あくまでも表面的な利害関係に基づくものであり、友好的な関係だとは言い難い。
独自通貨としてNCRドル(NCR$)が流通している。カジノではNCR$5：2チップの比率で交換できる。
シーザー・リージョン (Caesar's Legion)
アリゾナ州北部に位置するフラッグスタッフを本拠地とし、周辺の86もの部族を取り込み発足した巨大な連合組織。モハビ・ウェイストランドにおいては、コロラド川を挟んだ東側全域を支配下に置いている。
古代ローマ帝国の様式や制度を模した支配体制を敷いている専制君主制の攻撃的な勢力で、最高指導者シーザーを絶対的な支配者とし、モハビ・ウェイストランドを独自の価値観や法律で統治しようとしている。構成員は男が中心であり、女はその所有物という扱いを受ける。練度の高い軍団を有し、男は生まれながらのリージョンの戦士として徹底した教育と過酷な訓練を受け、死を恐れない冷酷無比な戦闘マシーンに仕立て上げられる。未婚の女性や戦士になれなかった脱落者などは奴隷身分に落とされ、軍事以外の仕事に従事させられる。その他にも、奴隷狩りを行う、NCR兵の捕虜を見せしめの為に虐待する、リージョンの掟を守ることを強要し、掟に従わない者は容赦なく残虐な方法で虐待・処刑するなど、その支配体制は極めて残虐かつ排他的である。そのためか、皮肉なことにリージョンの支配地域の治安自体は良好で、リージョンとさえ敵対していなければ比較的安全な地域となっている。また薬物を異常なほど徹底して制限・管理しており、スティムパックですら貴重品となるほど。
NCRとはフーバーダムとモハビ一帯の主導権を巡り真っ向から対立しており、それ故にNCRと敵対している人物や勢力に対しては比較的寛容で、積極的に大使(兼斥候)を送っている。NCRとの戦争は既に長期に渡っているが、過去にフーバーダムを巡る戦いで大敗した後も勢力を衰えさせることなく、再び攻勢に転じNCR軍基地を壊滅させコロラド川西岸に拠点を築くなど、シーザーに絶対の忠誠を誓う兵達の高い練度と士気によって前線のNCR軍部隊を圧倒している。また、モハビ・ウェイストランド以外の地域にも侵攻作戦を展開しているらしい。
独自通貨としてリージョン・デナリウス、リージョン・アウレウスが流通している。なお、「デナリウス」は古代ローマでの銀貨。
カジノでは1リージョン・デナリウス：4チップの比率で交換できる。
ニューベガス・ストリップ地区 (New Vegas Strip)
核戦争後、200年間に渡り統治されているエリア。核戦争以前から生き、核戦争以後は人前に姿を見せた事がないと言われるMr.ハウスが実質的に支配している。「部族」の段階から発展した複数のギャングファミリー達がしのぎを削るウェイストランド一の歓楽街。
入域するだけで専用パスポートもしくは大金が要求されるなど、カジノで動く金の量は膨大であり、それに伴って治安維持には大量のロボット兵「セキュリトロン」が動員されている。また、外部との隔離も厳重である。自分達の支配を脅かす程に巨大な勢力となったため、NCRとリージョンの事は快く思っていない。
チェアメン
ストリップ地区で最もノリのいいカジノ「ザ・トップス」を経営するファミリー。
構成員は常にスーツ姿で、いかなる時でもジョークと軽い態度を崩さない。
オメルタ・ファミリー
ストリップ地区で最も荒れたカジノ「ゴモラ」を経営するファミリー。
ある意味、賭博街の縮図とも言える低俗な組織であり、方々で信用されていない。
ホワイトグローブ協会
ストリップ地区で最も「お上品」なカジノ「ウルトラ・ラグジュ」を経営するファミリー。
構成員は常にタキシードと仮面を身に着けている。礼儀正しいが良くない噂があり、周辺の住民からは気味悪がられている。

### その他の勢力
パウダーギャング (Powder Gangers)
NCRCF(NCRの刑務所)に収監されていた受刑者達の勢力。ウェイストランド中央のNCRCFを占拠し、近隣の街などで略奪行為を行っている。メンバーの多くが鉱山から強奪した爆薬(パウダー)で武装していることがその名の由来。
パウダーという名前通り、戦闘時も投擲武器のダイナマイトを多用する。また、拠点のそばにダイナマイトを使った罠を仕掛けていることも多い。一方でダイナマイト以外の武装は9mmピストルやバーミンターライフル程度と貧弱。
グッドスプリングス(主人公が治療を受け目覚めた街)を狙っており、序盤で敵対するか協力するか、それとも関わらず逃げるかを問われる事となる勢力であり、ゲームの説明的な役割を持った組織であると言える。
フリーサイド (Freeside)
ニューベガスから隔離されたダウンタウン。ストリップ地区を囲むようなカタチをしている。
怪しい品や武器を売る店が多く、主にギャング集団「ザ・キングス」が区域を取り仕切っているが、近年大量に流入してきた不法市民との諍いが心配されている。
アポカリプスの使徒 (Followers of the Apocalypse)
各地で自分達の持つ技術を無償で提供している技術者の集団。NCR同様大陸西部で誕生した組織で、『Fallout』にも登場している。
高い医療技術を持った本物の慈善事業団体であり、フリーサイドのオールド・モルモンフォートを拠点としている。
どの勢力とも密接な関わりを持たない中立かつ平和的な組織。しかし同じ街に拠点を置くキングスとは半ば共生関係となっている。理想を掲げて日和っている集団という訳ではなく、正当な理由があれば武器を取ることもある。勢力の特徴として、構成員は白衣を着て主にエネルギー武器を装備している。
ほぼ全ての勢力から一目置かれているが、技術を狙うBoとストリップ地区の権力者達からは良く思われていない。また自分達もより良い知識を皆に与えるため、高い技術力を持つMr.ハウスに執着している面がある。
ザ・キングス (The Kings)
フリーサイドを取り仕切るギャング集団。ベガスの情報通でもあり、ストリップ地区の事情に詳しい。
信頼と身形を重視する旧い形式のギャングであり、任侠と言っても差し支えない面を持つ。基本的にチンピラ臭く格好付ける事ばかり考えているが、ギャング特有のしたたかな実行力と冷徹さを持っており、フリーサイドの住人からは畏れられている。掟を持ち、基本的に余所者を仲間に加える事は無い。勢力の特徴として「KINGS」と背中に刺繍された革ジャン、あるいは監獄ロックのプレスリー服を着ている。敵対と言う程ではないが、NCRとはあまり仲が良くない。
アポカリプスの使徒とは半ば共生関係にあり、あちらでトラブルを起こすとこちらからも目を付けられる事となる。
全体的にエルヴィス・プレスリーがモチーフとなっており、拠点としている建物も彼の記念館である。
グレートカーンズ (Great Khans)
西部のレッドロックキャニオンを拠点とする部族。過去作ではKhansという名の組織で登場しており、本作に登場する勢力の中で最も古い歴史を持っている。
暴力的な集団とされているが、実態はヒッピーとアウトローの集団と言った方が適切で、リージョンとは違い閉鎖的で他勢力を積極的に襲う事は無い。加入の際には厳しい試練を受けねばならず、その為もあって各員の戦闘力及びメンバー同士の絆は強い。自分達の事を「家族」と呼ぶ。勢力の特徴として、エンブレムが入った革のベストを着ており、特殊な格闘術を使う。
資源や技術を持たない貧しい勢力であり、アポカリプスの使徒から何度か支援を受けている。そしてその際に得た薬品の知識を応用して麻薬を精製しており、それをフィーンド達に売って生活費を稼いでいる。
過去に北東のビタースプリングスでNCRの攻撃に遭い、非戦闘員を含め多数の者が虐殺された事からNCRに深い恨みを持っている。勢力としてはリージョンと同盟を結ぼうという方針だが、それならばNCRの支配下でやっていく方がマシと考える者もおり、さまざまな問題を抱えたまま存続の岐路に立たされている勢力である。
クリムゾンキャラバン (Crimson Caravan)
ニューベガス郊外に拠点を持ち、モハビ・ウェイストランドのキャラバンの大部分を掌握する組織。『Fallout』の舞台となったカリフォルニア南部に本社がある。
NCRとは共生関係にある。普段は大規模な商店と言った趣だが、深く関わりを持つことで勢力拡大のための抗争と商売のための黒い一面を見る事が出来る。
ブーマー (Boomers)
モハビ・ウェイストランド北部のネリス空軍基地で生活をしている集団。
非常に排他的な勢力であり、基地周辺に近づく者を無差別に砲撃している。元はVault34の住民達であり、Vaultから出てきた際に地上の勢力と争いになり、それに頭を悩ませた結果、放棄されていた基地に立て篭もったのが始まりである。勢力の特徴として主に重火器で武装しており、Vaultスーツと空軍の制服を合わせたような格好をしている。
外の世界を知らずに繁栄してきたために世間知らずで自己顕示欲が強いが、その反面どこか純粋な部分がある。いつか空を飛びたいという一族共通の夢を持っており、その夢に最後まで貢献すると、終盤のフーバーダム争奪戦において修復した爆撃機に乗って加勢しにやってくる。
BoS―ブラザーフッド・オブ・スティール (Brotherhood of Steel)
大戦以前、もしくは大戦時におけるテクノロジーや文化的遺産の捜索、回収を目的とした巨大な武装組織。アメリカ全土に支部を持ち、シリーズ全作品に登場する。
テクノロジーを収拾して研究、つまり前提として自分達で独占する事が目的であり、そのためにNCRと激しく対立する事となる。そして大規模な勢力抗争に破れた結果、大陸西部での立ち居地を失い、表立って活動できなくなってしまった。
今作のBoSはヒドゥンバレー地下に本拠地を持ち、モハビ・ウェイストランドに散らばるテクノロジーを手段を問わず収集している。前述のような事情もあってか独善かつ排他的な面が目立ち、精神的な余裕が感じられない。
本来の使命であるテクノロジー収集のみを目的としているため、前作『Fallout 3』に登場した民衆の救助なども行っているキャピタル・ウェイストランド支部のBoSは組織としてはかなり異端であることがわかる。
エンクレイヴ (Enclave)
大戦直前、核戦争を予期した極右政治家や軍人、軍産複合体などの有力者が中心に結成した武装結社。中枢権力だけで核戦争をやり過ごし、その後に大陸へ帰還、合衆国を復活させようという目的で結成された組織。『Fallout 2』で初めて姿を表した。
長くBoSと対立してきたが、大陸西部の本隊は既に『Fallout 2』で壊滅しており、現在では元構成員達が技術を活かして、ひっそりと普通の生活をしている。ある特殊なクエストを発生させる事でOB達を再結集させる事が出来るが、その場合も今の自分達に力が無い事を理解しており、ひとまずNCRかリージョンのどちらかに付いて行動しようと考えており、BoSと同様に『3』では見られなかった面が描かれる事となる。
フィーンド (Fiends)
光学兵器で武装し、見境無く蛮行を繰り返す麻薬中毒者の集団。前作『Fallout 3』における「レイダー」の立ち位置。
略奪・強盗・拷問・殺人など何でもやらかす荒くれ・無法者の集団だが、まとまった組織は持っていない。基本的に数人で襲い掛かってくるが、士気は低く、ある程度のダメージを負うと逃げ出したりする。しかし、他のギャングなどと違ってレーザーやプラズマなどの光学兵器を主力武器として携帯しており、装備が整っていない内はこれらに対する対策を講じておかなければ、かなりの強敵となる。プレイヤーにも会話や交渉の余地はなく、発見されれば問答無用で攻撃されることになる。その数と強力な武器、残虐極まりない気性から、他のギャング組織とは一線を画す脅威となっており、各勢力や集落から恐れられている。悪人扱いのため、倒すとカルマが上昇する。
唯一Vault3を支配しているフィーンドのみ組織化されており、カーンズと関係を持つことで内部に立ち入る事が出来る。主に麻薬はカーンズから購入しているが、単純に店と客の関係であり、普段は勢力同士のつながり等は無い。また、NCRの勢力範囲に巣食っている3人の幹部に率いられた部隊は統率が取られている分強力で、NCRがその首に賞金を懸けるほど危険視されている。
ジャッカルギャング
レイダー集団。Vault15の住民を起源とするが、実際に関係があるのか単に名前を借りているだけなのか不明。
各地の小さな廃墟や農場に住み着いているが、武装は貧弱で銃器を持っていないことも多く、倒すのは容易。レイダーではあるが、レイダーアーマーではなく傭兵服やレザーアーマーを装備。
現在はNCRの介入で弱体化しており、見かける機会が少ない。加えて、一度倒すと再配置されないため序盤以外ほとんど見る機会はない。
バイパー団
主にウェイストランドの南部にいるレイダー集団。ジャッカルギャングと同じくVault15の住民を起源とするが、実際に関係があるのか単に名前を借りているだけなのか不明。
戦闘能力は前述のジャッカルギャングとどっこいだが、こちらは10mmピストルなどのやや強力な銃器を装備していることが多いため厄介。同じくレイダーアーマーは装備しておらず、傭兵服やメタルアーマーを装備している。メンバーは「バイパーガンスリンガー」と表示されるが、銃器を持っておらず、レンチで殴りかかってくる者も多くいる。
ジャッカルギャング同様NCRの介入により弱体化しているが、こちらは倒しても再配置されるため終盤でも見かけることがある。

## 登場人物
主人公/モハビの運び屋 (the Courier)
『Fallout 2』と同様、Vault出身ではない主人公。性別・名前・人種・容姿をスタート時点でプレイヤーが設定できる。モハビ・エクスプレスの運び屋として働いており、依頼品であるプラチナチップをニューベガスに運ぶ最中に何者かによって頭部を銃で撃たれ埋葬される。他にも同様の依頼の品を運んでいた運び屋がいたが、何故主人公だけを狙ったのかは後に明らかとなる。
ベニー (Benny)
声 - 大橋隆昌
ニューベガスのストリップ地区にあるカジノ「The Tops」オーナー。特徴的なスーツを着ている。ある目的の理由で主人公からプラチナチップを強奪した。主人公にとって最初の目標となる人物であり、最終的に敵対するか協力するかを問われる事になる。したたかな野心家で、世間体を気にする。Mr.ハウスに対し当初は信用していたがいつも伝言ロボットを通してしか話をしないことに対し、彼に不信感を抱いていった。
ヴィクター (Victor)
声 - 緒方賢一
全面核戦争前にロブコ社(RobCo Industries)が製造したセキュリトロン(Securitron)と呼ばれる警備ロボットの一体。モニターに映るのはカウボーイ。グッドスプリングスで埋葬されていた主人公を救助した。主人公を陰に日向に見守っているが、その理由は主人公が銃で撃たれた理由とも関係しており、主人公がストリップ地区に着いたときに背後に誰が糸を引いているのかも明らかになる。
その正体は、Mr.ハウスによって直接制御されたセキュリトロンに発現する一人格であり、彼の分身にして意思代行者とも呼べる存在。そのため、ボディが破壊されても別のセキュリトロンに移り変わることが出来る。主人公の存在を重要視したMr.ハウスの意向に従い、ベニーの騙し討ちで半死半生となっていた主人公を救出し、グッド・スプリングスの病院に送り届けた。

### ニューベガス (New Vegas)
Mr.ハウス (Mr. House)
声 - 広瀬正志
ストリップ地区(the Strip)を莫大な資産とロボットによる軍事力で治める男。ストリップ地区にそびえる「ラッキー38(サーティエイト)」(Lucky 38)のタワーに住むこと以外は彼が何者であるか知るものは居ない。運び屋である主人公のプラチナチップの運送の依頼主である。襲撃されてからの主人公の行動力に興味を持ち、彼がストリップ地区にたどり着いたときに同時にロボットに伝言を伝えて「ラッキー38(サーティエイト)」のタワーに来るよう頼み、主人公に自分の目的の協力を求めてくる。
イエスマン (Yes Man)
声 - 石川ひろあき
セキュリトロン(警備ロボ)の一体のプログラムをベニーが改良し、全てを肯定的に捉え、要求に対して何でも答えてしまうように書き換えられた召使い。「ザ・トップス」のベニーの部屋の奥に留まっている。モハビの各勢力や設定に対する説明的な役割を持っており、ベニーがMr.ハウスの裏をかくことが出来ていたのは、イエスマンから得た情報を基に動いていたからである。実はストーリーの第四のルートに進むためのキーキャラクターである。
トミー・トリーニ (Tommy Torini)
ニューベガス・ストリップ地区の「ザ・トップス」カジノにある「ザ・エースシアター」を仕切る、眼帯をしているプロデューサー。自分が作り、運営しているエースシアターに誇りを持っているためストリップ地区の他の楽しみについて質問すると悲しんでしまう。主人公にエースシアターの新しいタレントを探すように依頼をしてくる。
スワンク (Swank)
「ザ・トップス」カジノの副支配人。ベニーのことはあまり信頼しておらず、説得を行ったり証拠品を見せると主人公側につき、武器を返却したりベニーを孤立させるなどの支援を行う。ベニーの死後は彼に代わって支配人の座に就く。
ビッグ・サル
ニューベガスのカジノ「ゴモラ」(Gomorrah)の支配人。展開によってはカチーノと主人公に殺害されるが、ビッグ・サル側についてカチーノを始末し、そのままビッグ・サルから仕事を受けることもできる。
カチーノ
「ゴモラ」の職員で、オメルタの幹部。密かにカジノの利益を掠め取っており、証拠を掴むと取引ができる。

### シーザー・リージョン (Caesar's Legion)
シーザー (Caesar)
声 - 白熊寛嗣
シーザー・リージョンを率いる男。かつて80以上の部族を纏め上げ、連合部族組織であるシーザー・リージョンを築いた。圧倒的なカリスマの持ち主であり、部族の戦士達からは神の如く崇拝されている。モハビにおけるNCRとの攻防が一進一退の状態に陥っているため、アリゾナの本拠を離れ前線近くの砦「フォート」まで赴き、作戦を指揮している。しかし、近年では病がちになって体が弱っており、指導力が鈍っている。モハビの動向を変える鍵として、運び屋たる主人公に興味を持つ。アポカリプスの使徒に所属していた過去を持ち、機械知識や科学知識に明るいインテリでもある。
リガタス・ラニウス (Legate Lanius)
フーバーダム攻略作戦(Battle of Hoover Dam)の前線指揮官を務めるシーザー・リージョン最強の戦士。退くことをよしとせず、手段を選ばない苛烈な作戦指揮で各地のNCR軍に大苦戦を強いている。本人も最強の戦士の名に違わぬ超人的な身体能力の持ち主で、巨大な斬馬刀を軽々と振り回し、人間キャラとは思えないほどの圧倒的な耐久力と攻撃力を誇る。シーザーに絶対の忠誠を誓っていると同時に彼の全幅の信頼を得ており、次代のシーザーとも目されている。戦士や戦闘指揮官としては優秀な一方、政治的駆け引きや権謀術数には疎いという弱点を持つ。
かつてはシーザー・リージョンと敵対していた部族の幹部であり、どれほど負けそうになっても徹底抗戦を訴えていた。降伏しようとした同胞を皆殺しにした後、単身リージョンの大部隊の真っ只中に突撃し、多数のリージョン兵を討ち取るという鬼神の如き戦い振りを見せる。その活躍からシーザーに見初められ、現在の地位に抜擢された。
バルプス・インカルタ (Vulpes Inculta)
声 - 川村拓央
シーザー・リージョンのフルメンタリーで、シーザーの右腕。戦うことが全てのリージョンの戦士たちの中にあって、数少ない権謀術数に長けたインテリであり、ベガス地区やNCRの風習などにも詳しく、主にスパイ活動など諜報任務に従事している。主人公とは南にあるニプトンという名の町で出会う。彼はこのとき七人の部下と数匹の軍用犬で町を壊滅に追いやっており、実戦経験も高くニューベガスのストリップ地区にも簡単に潜入することができる。ストリップ地区で再会したときにはシーザーからの伝言を主人公に伝える。ラニウスの知略・政治力の不足を唯一見抜いており、彼がシーザー位を継ぐことで生じる悪影響を危惧している。
不死鳥アウレリウス (Aurelius of Phoenix)
シーザー・リージョンのセンチュリオンで、フォートへ向かうことができる前線拠点「コットンウッド・コーヴ」の指揮官。交渉を行うことでNCR兵のドッグタグと引き換えに様々な物資を入手することができるようになる。
サイラス (Silus)
シーザー・リージョンのセンチュリオン。NCRとの戦闘で部隊が壊滅し、部下が次々自決する中で単身NCRへ投降し、キャンプ・マッカランへ収容されて尋問を受けている。センチュリオンの職に就いているが、シーザーに対し不信感を抱いている。
カール (Karl)
シーザー・リージョンのフルメンタリー。グレート・カーンズとの同盟を結ぶために特使としてレッドロック・キャニオンを訪れ、パパ・カーンに取り入っている。

### 新カリフォルニア共和国 (New California Republic, NCR)
アーロン・キンバル (Aaron Kimball)
共和国の大統領で、モハビ・ウェイストランド(Mojave Wasteland)にNCR軍を送り込んだ張本人。モハビでの作戦行動が長期化している影響で、現在はNCRの国民からの支持率が下がっている。そのため、攻略部隊の士気を鼓舞すべく、エンクレイヴ製の航空機であるベルチバードにのってフーバーダムにやってくる。この際、とあるクエストで彼を暗殺するか護衛するかを選ぶこととなる。オリバー将軍とは友人関係にある。
リー・オリバー (Lee Oliver)
共和国の軍人で、モハビ攻略部隊の総司令官を務める。階級は将軍。大統領であるキンバルとは親友の間柄で、彼とのコネで将軍になったのではないかと噂が流れており、部下からの評価はあまりよくない。元々はキャンプ・マッカランにいたがゲーム開始時にはフーバーダムの視察を行っている。
カサンドラ・ムーア (Cassandra Moore)
声 - 折笠愛
共和国の女性軍人で階級は大佐。フーバーダム駐留部隊の司令官を務め、主に前線部隊の作戦行動を指揮している。かつてはNCRレンジャーの一員として様々な戦場を渡り歩いたが、負傷を機に引退し、指揮官の道に転向したという経歴を持つ。実力主義者かつ徹底した武断派であり、NCRの敵となるものは全て武力で徹底的に排除すべきという考え方を持っている。
ジェイムス・シュー (James Hsu)
共和国の軍人で階級は大佐。キャンプ・マッカランの副司令官を務め、主に後方部隊の作戦行動を指揮している。大規模な遠征軍の補給を効率的に維持できる兵站線を構築するなど、優れた処理能力を持つ生粋のエリート軍人だが、それを鼻にかけない温厚な性格であり、部下からの信頼は厚い。しかし、総司令官であるオリバー将軍に疎まれている他、争いを避け平和的な解決方法を模索すべきだという考え方から、武断派のムーア大佐とも対立している。コンパニオンのブーン曰く、オリバー将軍がキンバル大統領の友人でなければ、今頃将軍になっていたほどの優秀な人物らしい。
デニス・クロッカー (Dennis Crocker)
共和国のニューベガスのストリップ地区にあるNCR大使館で働く三代目の大使。兵士たちの評判はあまりよくない。ストリップ地区の兵士たちの状況を何とか変えるべくNCRの外部の者である主人公に協力を求めてくる。
チーフ・ハンロン (Chief Hanlon)
共和国の軍人。キャンプ・ゴルフ(Camp Golf)にいるNCRレンジャー(NCR Ranger)のリーダー格であり、英雄的存在。数多くの任務をこなしてきた非常に優秀で経験豊富なベテランレンジャーだが、現在は高齢のために前線には立たず、部隊の作戦指揮や後進の育成などにあたっている。4年前のフーバーダム攻略戦を指揮してボルダーシティを使った作戦で見事にNCRに勝利をもたらすなど司令官としても有能である。しかし今では部下のレンジャーや若き兵士達の死に心を痛めておりモハビ・ウェストランドでのリージョンとの戦争を早くやめるべきだと思っている。
ダトリ (Dhatri)
共和国の軍人で階級は少佐。第一偵察隊の上官。フィーンドの幹部に対し賞金を出しており主人公にもフィーンド討伐を依頼し彼らの賞金首を持って行くとその分の賞金をくれる。元は大尉だったが、ビタースプリングス(Bitterspring)の虐殺に際して混乱する戦場を、当時の上官に代わり事態の収拾に尽力した功で昇進し、現在の地位に就いた。彼自身はそのことについてあまり喜んでいない。また、その時に保護したグレート・カーンズの生き残りの少年、ビタールートを引き取って養子にしている。
ゴロベッツ (Gorobets)
共和国の軍人で階級は少尉。第一偵察隊隊長。フィーンドの幹部を仕留めるべく、キャンプ・マッカランに駐留している。ドライバー・ネフィー討伐時には協力することもできる。ドライバー・ネフィー、クック・クック、バイオレットを討伐しダドリ少佐に報告すると、第一偵察隊を率いてキャンプ・フォーロン・ホープへ移動する。以前にクック・クックに捕らえられ暴行を受けたベッツィ兵長の心的外傷を心配しており、彼女が医師の治療を受けるように説得してほしいと依頼してくる。
スターリング (Sterling)
共和国の軍人で階級は兵長。第一偵察隊。レンジャーだったが、偵察中にリージョン兵に捕らえられ、手足を痛めつけられたためにレンジャーとしては働けなくなり、第一偵察隊に加わった。ユニーク武器「ラ・ロング・カラバイン」を所持。また、第一偵察隊の中では彼だけ「第一偵察隊のベレー帽」ではなくレンジャーの帽子を装備している。
ベッツィ(Betsy)
共和国の軍人で階級は少尉。第一偵察隊で唯一の女性。以前、スペードの10と組んで任務にあたっている時にフィーンドに襲われ、クック・クックに捕らえられて暴行を受けた。そのことで心的外傷を負っているが、本人は認めようとせず医師の治療も拒否している。同性愛者であり、主人公の性別やPerksで会話が変わる。
ビタールート
共和国の軍人で階級は軍曹。第一偵察隊。元グレートカーンズで、ビタースプリングスの虐殺を生き延びダトリに保護されて養子になった。父母、ひいてはグレート・カーンズ自体を憎んでおり、ビタースプリングスの虐殺も自業自得だとNCR側を肯定している。ダトリのことは親父と呼び、「いいやつに見えないこともあるが、いいやつだ」と慕っている様子だが、父母への感情については認識の相違がある。以前、Dr.ウサナギによるメンタルケアを受けていたことがある。
スペードの10
新カリフォルニア共和国の軍人。第一偵察隊。吃音がある。新人の時に、新人ゆえに誰も彼と組みたがらない中でベッツィ少尉にパートナーとして組んでもらい任務にあたったが、フィーンドに襲われて真っ先に気絶してしまい、そのためにベッツィ少尉がクック・クックに暴行を受けてしまったことを気に病んでいる。軍歴が1年ほどと短いが、3歳の頃からライフルを扱っていたというスキルの高さを買われて第一偵察隊にスカウトされた。エースを目指しているがまだ半人前と言うことで、ゴロベッツ少尉によってスペードの10とあだ名をつけられ、今のところはジャックを目指している。
クリスティーナ・モラレス
新カリフォルニア共和国の軍人で階級は上等兵。キャンプ・マッカランの基地で勤務している女性。元々はレンジャーである夫の近くにいたいために軍に入隊したのだが、夫がフィーンドに殺されてしまい彼の遺体が野晒しになってしまっているため、せめて遺体だけは回収したいと上層部に頼み込むがうまくいかず悲しみに暮れる。
ダニエル・コントレラス
新カリフォルニア共和国の軍人で階級は軍曹。キャンプ・マッカランの倉庫にて武器、弾薬、薬品関係の管理を任されている周りから黒い噂が絶えない人物であるが、実際に物資の横流しをして金儲けをしている。
Dr.ケンプ
新カリフォルニア共和国の医師である男性。医術においてはNCRの軍人達からも評判のあるもので注射の扱いがうまいと言われている。クリスティーナ・モラレスのクエストをこなすと医療品を割引してくれる。
レンジャー・ジャクソン
モハビ前哨基地の指揮官。主人公にキャラバンの進路を阻む危険生物の退治を依頼する。無事にクエストを済ませると補給物資を横流しする形で報酬をくれる。
レンジャー・ゴースト
モハビ前哨基地で見張りを担当しているレンジャー。ニプトンの様子が気になっており、主人公に偵察に行くよう依頼する。
キルボーン軍曹
モハビ前哨基地の入口で見張りを行っているNCR隊員。入口に立っている銅像のことを語る。
ナイト少佐
モハビ前哨基地で人の出入りを記録している隊員。修理サービスも請け負っており、腕前は非常に高い（修理スキル100）。
ヘイズ少尉
プリムの周辺に駐屯している部隊を指揮している指揮官。プリムに立てこもる囚人を追い払おうと部隊を率いてやってきたが、囚人が予想以上に強敵だったため本部に応援を求めて待機している。
リー軍曹
ヘイズ少尉の部下で、NCRCF奪還部隊の指揮官。多数の部下を率いてNCRCFの奪還を目論む。
ハガーティ少尉
ヘリオス1の防衛部隊の指揮官。主人公に発電施設の復旧を手伝うよう依頼する。ヘリオス1に眠る防衛システムのことには気づいていない。
レノルズ上等兵
テチャッティカップ・マインで助けを求めているNCR隊員。リージョン兵に囚われた仲間の救出を主人公に依頼する。
ギレス大尉
ビタースプリングスの難民キャンプの指揮官。物資・衣料品・人員など様々な物が不足しており困っている。おそらくビタースプリングスの虐殺が起こった際の指揮官であり、当時の対応の拙さによって降格されたものと思われる。
マークランド少尉
ビタースプリングスで難民の治療を行っているNCR隊員。難民の子供のトラウマ治療に難儀しており、医学書を探すよう依頼する。
モンロー少尉
ボルダーシティでグレート・カーンズと対峙している部隊の指揮官。買収に応じてグレート・カーンズを見逃すことも。
アスター曹長
キャンプ・サーチライトの周辺にいるNCR隊員。キャンプ・サーチライトに配属されていたが、パトロール中にリージョン兵による攻撃でキャンプが放射能汚染されたため離れた場所にキャンプを張り、街を訪れる旅行者に警告を行う。放射能汚染でグール化した隊員からドッグタグを回収するよう依頼する。また、リージョンの拠点であるコットンウッド・コーヴの調査も依頼する。
カイル・エドワーズ上等兵
キャンプ・サーチライトのとある場所に隠れているNCR隊員。本名。放射能を浴びたせいでグール化しているが、他のグール化した隊員とは違い理性が残っている。選択によってはキャンプ・サーチライトでの任務に戻ったり、レンジャーステーション・エコーへと移動する。
パーカー大尉
エアロテック・オフィスパークで警備にあたるNCR隊員。キャンプの難民の失踪と荒稼ぎしているイカサマ師の問題を抱えている。妻には逃げられている。
ポラトル少佐
キャンプ・フォーロン・ホープの指揮官。リージョンの前線基地であるネルソンを攻略しようとしているが、度重なるリージョン兵の襲撃や物資不足、人員不足でキャンプの士気は極めて低く、まともな作戦行動を行えずにいる。
二等軍曹レイエス
キャンプ・フォーロン・ホープで数字を管理する仕事をしている女性。通信のセキュリティ強化と誤った情報の確認のため、主人公にウェイストランドの各地に散らばるレンジャーステーションを回るよう頼む。
ストーン上等兵
キャンプ・フォーロン・ホープにいるNCR隊員。キャンプの劣悪な環境、同僚がリージョン兵に殺されていく現状に絶望している。
レンジャー・マイロ
ネルソンへ繋がる道路でキャンプを張っている部隊の隊長。ネルソンで人質に取られているNCR隊員3名を殺すよう依頼する。
マクリーディ軍曹
キャンプ・ゴルフにいるNCR隊員。戦闘が起きないためもっぱら部下の教育に専念しているが、隊員たちの出来の悪さにうんざりしている。全く成長しない不適格者たちの説得を主人公に依頼する。
マグス
キャンプ・ゴルフにいるNCR隊員で、「不適格者」と呼ばれるグループのリーダーの女性。元々は大きなことを成し遂げるためにNCRに入隊、自身の夢であったレンジャーに志願するも落とされ、キャンプ・ゴルフに送られたことでやる気を失う。部隊を立て直すために戦闘訓練を提案する。
オハンラハン
キャンプ・ゴルフにいるNCR隊員で、「不適格者」と呼ばれるグループの一人。農家出身で、人を傷つけることが嫌い。グループの連携が取れていないことを気にしており、他の3人を説得してチームワークを強化することを提案する。
ラズ
キャンプ・ゴルフにいるNCR隊員で、「不適格者」と呼ばれるグループの一人。かつてはフィーンドと関係があったが、特に行くアテがなかったため、NCRに志願した。部隊の能力を高めるため、薬物（サイコ）の使用を提案する
ポインデクスター
キャンプ・ゴルフにいるNCR隊員で、「不適格者」と呼ばれるグループの一人。ずば抜けて高い知能を誇る天才と自称しているが、楽をすることばかり考えている。そのため、部隊記録の改竄を行うことを提案する。
ハルフォード上等兵
キャンプ・ガーディアンの洞窟にいるNCR隊員。キャンプ唯一の生き残りで、レイクルークに襲われ負傷している。主人公に洞窟の出口まで案内するよう頼み、無事に生還させるとNCRドッグタグを使った自作武器「ドックタグフィスト」の作り方を教えてくれる。

### フリーサイド
ザ・キング
声 - 富田耕生
ニューベガス・フリーサイドを仕切る、「ザ・キングス」のリーダー。コンパニオンであるレックスの飼い主。内容によっては主人公がストリップ地区に入るには彼の協力が必要になる場合がある。普段は冷静沈着な人物であるが、愛犬であるレックスが医師からレックスの脳が劣化により寿命が近づいてると聞かされた時は怒り狂って暴れだしたという。
ペイサー
ザ・キングの片腕。粗暴な性格で、外部の者がキングに近づくことに対して過剰な不信感を抱いており、しばしばリーダーのあずかり知らぬところでトラブルを引き起こしている。
ミックとラルフ
ニューベガス・フリーサイドでミック＆ラルフという店を経営している。ミックの方は武器の販売をしており店の奥には高性能の重火器などが隠してある。以前はストリップ地区のオメルタにも武器を売っていた。ラルフの方は雑貨を生業としているが実は裏でストリップ地区に行くための偽造パスポートを販売している。また機械関係にも詳しい。
フランシーヌ・ガレット
ニューベガス・フリーサイドで唯一のアトミック・ラングラーというカジノを経営している女性。ジェームズとは双子で、「ガレット・ツインズ」と呼ばれている。しっかりした性格で契約を守らない相手には情け容赦なく、主人公に借金を取り立てる依頼をするときには、金さえ戻れば彼らの生死は問わないとまで言う。依頼をこなしていくことで主人公を気に入りカジノの部屋の一つを貸してくれる。
ジェームス・ガレット
ニューベガス・フリーサイドで唯一のアトミック・ラングラーというカジノを経営している男性。妹とは対照的にマイペースな性格である。特殊な性癖を持った客を満足させようと娼婦と男娼を店に連れてくるよう主人公に依頼してくる。ただし自分の趣味のためでもある。主人公がフリーサイドで活躍して評判を得ていくと彼にただ酒をおごったりしてくれる。
オールド・ベン
ニューベガス・フリーサイドでストリップ地区の入り口付近にいる男性。主人公がストリップ地区のゲートに近づくと警告してくれる人物。アトミック・ラングラーのジェームスが探している温和な人物でもある。昔はニューベガスのフリーサイドとストリップ地区で紆余曲折を経た人生を歩んでいる。フリーサイドでは伝説となっている人物でもある。
オリス
フリーサイドのゲート付近で客引きをしているボディガード。護衛料は通常のボディガードの2倍だが評判はとても良くリピート客が後を絶たないが、ザ・キングはそれを不審に思っている。
ケイレブ・マキャフリー
アトミック・ラングラーにいる、ロングコートを着た老人。主人公が生まれる前から「掃除」を行っているとのこと。ガレットファミリーの仕事人だが、フランシーヌが主人公に借金の取り立て等の仕事を依頼したことにプライドを傷つけられ、アトミック・ラングラーの金を盗んでニューベガス地区へ逃げ、フランシーヌに命を狙われることに。
ビル・ロンテ
フリーサイドの機械技師。アルコール中毒に陥っており、毎回ディクソンからウイスキーを購入している。機械技師としての腕前は一流で、彼を更生させると水飲み場で水が無料で飲めるようになる。
ジェイコブ・ホフ
フリーサイドの科学者。取引先のアトミック・ラングラーでブツに手を出した結果薬物中毒に陥り、ディクソンからジェットを購入している。元々は解毒剤を作成してオールド・モルモンフォートに供給しており、更生させるとジュリーから一日にひとつだけ薬品をもらえるようになる。
ディクソン
フリーサイドの外れで商売をしている薬品ディーラー。特別製のウイスキーやジェットをビルとジェイコブに販売し、利益を上げている。

### アポカリプスの使徒
ジュリー・ファーカス
声 - 仙台エリ
フリーサイドのオールド・モルモンフォートにいるアポカリプスの使徒のリーダーの女性。特徴はモヒカン頭で、これは『Fallout』に出たアポカリプスの使徒のリーダーも同じ髪型である。主にフリーサイドの住人を治療したりしている。フリーサイド周辺のNCRとザ・キングスとも顔が利く。自分の抱える依存症患者の治療に協力するよう、主人公へ依頼してくる
ベアトリクス・ラッセル
フリーサイドのオールド・モルモンフォートにいるアポカリプスの使徒の傭兵。カウガール姿の女性のグール。戦前から生きており、Mr.ハウスの戦前の話も聞く事が出来る。アトミック・ラングラーのジェームズ・ガレットが探している「カウボーイのグール」でもある。
エミリー・オータル
フリーサイドのオールド・モルモンフォートにいるアポカリプスの使徒の科学者の女性。『Fallout 2』の主人公の出身地であるアロヨの村出身。ベニーから一体のセキュリトロン(警備ロボ)のプログラムを改良するよう頼まれ、それによりイエスマンを作り出した。高い技術能力を持つMr.ハウスの秘密を探っており主人公に協力を求めてくる。
Dr.ウサナギ
声 - 仙台エリ
ニューベガス・メディカルクリニックを経営する医者でアポカリプスの使徒でもある女性。キャップを払うことで主人公の基本能力を上昇させてくれる。また精神ケアまで幅広くこなす優秀な人物である。キャンプ・マッカランに駐在するNCRの兵士達の治療を受けており評判はよい。主人公が薬物中毒治療を依頼すると、優しくお説教してくれる。
Dr.ルリア
アポカリプスの使徒の女性。モハビ・ウェストランドにあるアポカリプスの隠れ家に冷蔵庫の補充と医療品の補給のため出入りしている。
イグナシオ・リーバス
発電施設であるヘリオス1の内部にいるアポカリプスの使徒の科学者の男性。正体を隠して表向きはNCRに雇われている事になっているが、彼の本当の目的はヘリオス1内部にある隠された技術をNCRや他の勢力に利用されないように監視していることである。

### グッドスプリングス
ドック・ミッチェル
声 - 中博史
グッドスプリングスで診療所を営む医師。ヴィクターによって救助された主人公を治療した人物で物語の序盤にチュートリアルで主人公の顔や人種、スキルなどを設定したりシリーズでおなじみのPip-BoyやVaultスーツなどのアイテムを譲ってくれる。かつてはニューベガスのストリップ地区にあるVault21の居住者であった。脚があまり良くない。妻がいたがグッドスプリングスの墓に眠っている。
サニー・スマイルズ
グッドスプリングスでゲッコーなどを狩って生計を立てている女性。シャイアンという名前の犬を連れている。序盤のチュートリアルで主人公に銃の撃ち方やキャンプファイアーの説明をしてくれる。困っている人間がいる場合、損得無しですぐ助けてくれる優しい人物でもある。
トルーディ
グッドスプリングスでプロスペクター・サルーンと言う店を経営する女性。町の母親的存在。ギャングに対しても臆せずパウダーギャングに追われているリンゴを庇うなど芯が強い女性である。セキュリトロンのヴィクターに対し不信感を抱いている。ラジオ番組をやっているMr.ニューベガスのファンである。
イージー・ピート
グッドスプリングスでビッグホーナーやバラモンの管理を行う老人。元々は探鉱者で、戦前のスクラップや化学製品を集めていた。爆発物の管理も行っており、大量のダイナマイトを保管している。
チェット
街の雑貨屋の店主。基本的には自分の店のことしか考えていないが、街が危機に陥っていることを理解させれば仕入れたばかりのレザーアーマーを住人に配ってくれる。

### プリム
ジョンソン・ナッシュ
プリムでトレーダーをやっており、主人公が所属しているモハビ・エクスプレスの支店を運営している。プリムには8年位住んでいる。プラチナチップの依頼を受けた人物で主人公はそれを運ぶはずだった。ルビーという名の妻がおり、彼女に色々と材料を持って行くとキャセロールを作ってくれる。
ビーグル保安官代理
プリムで保安官代理を勤めている男性。保安官の妻の兄。保安官事務所で居眠りしているところを脱走した受刑者達に襲撃され保安官と妹は殺されてしまい、自分自身は人質とされてしまう。クエストで新しい保安官が見つかった場合、保安官代理をクビになる。
プリム・スリム
カウボーイハットを被ったプロテクトロン。街やカジノの歴史について尋ねると大喜びで語りだす。クエストの展開によってはビーグルに代わり保安官を務めることになる。

### ノバック
マニー・バルガス
ニューベガスの南東に位置する街、ノバックで哨兵を務める男性。コンパニオンであるブーンとは元同僚で友人。元NCRのスナイパーであったがその前はグレートカーンズの部族の一人であった。部族の仲間からは古巣に戻らないかと誘われている。主人公にベニー達の情報を教える代わりにノバックで起きているレプコン社のグールの異変の問題の解決に協力するよう求めてくる。ブーンとは彼の妻のカーラのことで喧嘩となっている。
ジーニー・メイ・クロフォード
ニューベガスの南東に位置する街、ノバックでディノ・ディーライトという名のモーテルを経営している女主人。主人公に部屋を貸してくれる。ノバックの街を大切に思っている。しかし実はブーンの妻のカーラをリージョンの奴隷商人に引き渡した張本人でその証拠の売買証書が店の金庫に保管されていた。これによりブーンの専用クエストで彼に撃ち殺されることになる。
Dr.エイダ・ストラウス
ニューベガスの南東に位置する街、ノバックで医者をしている女性。傭兵二人を護衛につけているが、給料は払っていないらしい。傭兵の一人から「正式な医療機関で教育を受けているようには思えん」と言われていたり、彼女自身も患者を不安がらせることを言うが医者としての腕は確かである。
クリフ・ブリスコー
ニューベガスの南東に位置する街、ノバックでおみやげ屋のディノバイト・ギフトショップを経営している男性。小さなティラノサウルスの記念品という人形をたくさん持っている。しかし誰もその記念品を買ってくれないことに落ち込んでいる。また、ジーン・メイ・クロフォードがいなくなった後にモーテルの経営者にもなる。
レンジャー・アンディ
ニューベガスの南東に位置する街、ノバックのバンガローに住む退役した元NCRレンジャー隊員。現役時代に建物を掃討中にクローゼットに怯えて隠れていた子供を保護しようと近づいたところ、その子供がリージョンの息がかかっていた子供でグレネードを投げられ重傷を負ってそれにより手足が不自由である。たまに訪れる元戦友が生き甲斐となっている。主人公にUnarmed技、レンジャー・テイクダウンを教えてくれる。
デイジー・ホイットマン
ニューベガスの南東に位置する街、ノバックのモーテルに住む老女。元パイロットで、生涯で操縦した機体を墜落させたことは一度しかないと言っている。ノバックにいるのはもう一度空を飛びたいがために近くのレプコン社から機体の部品を集めるためである。実はかつてエンクレイブに所属しており、ベルチバードという飛行ユニットのパイロットであった。
ノー・バークのヌーナン
ニューベガスの南東に位置する街、ノバックの小屋に住む老人。街の情報に詳しいが、時たま支離滅裂でわけがわからない発言をすることも。

### ブーマー
パール
ネリス空軍基地に住んでいるブーマーのリーダー。基地周辺からの攻撃をかわして入り口まできた主人公に興味を持ち彼にブーマーの悲願である空を飛ぶ夢の成就の協力を頼んでくる。最終的に三大勢力がブーマーの協力を得るには彼女と話す必要がある。Vault34の武器庫の鍵も持っている。
ラクエル
ブーマーの警備主任。最近、ネリスアレイにアリが住み着いてしまったことに悩まされている。
ジャック
ブーマーのメカニックマン。空軍基地の外の見回り中に、偶然双眼鏡で見たクリムゾンキャラバン社のジャネットに一目惚れし、彼女に会いたいと思うようになる。彼のクエストでジャネットとの恋を成就させると、それからはジャネットと一緒に行動するようになる。ミード湖のB29引き上げのクエスト時には、リブリーサーという水中呼吸ができる装備品を作ってくれる。
ロイヤル
ブーマーのメカニックの老人。発電施設のソーラーアレイの修理を依頼してくる。それをこなすと信頼を得ることができ、ブーマーの悲願である空を飛ぶ夢を叶えるために、ミード湖に沈むB29の引き上げ作業を行うよう依頼してくる。他には、ネリスアレイ内のアリを追い払うための装置を作ってくれる。
ピート
ブーマーの語り手の少年。博物館で壁画の説明をしてくれる。爆破好き、よそ者嫌いの典型的なブーマーで、彼の語るブーマーの過去と未来は過激であるが、話を聞いてほめたりアドバイスをするだけで簡単に評判をよくしてくれる純粋さもある。

### グレートカーンズ
パパ・カーン
レッドロックキャニオンのグレートカーンズの族長。ビタースプリングスで起きた事件からNCRへの報復のためにリージョンと同盟を結んでいる。粗暴な外見をしているが情に厚く部下のことを家族だと思っており、部下の方も彼を信頼している。部族の歴史に名を残したいと思っている。
リージス
レッドロックキャニオンのグレートカーンズの戦士。パパ・カーンの右腕のような存在で冷静な判断をする人物である。リージョンの特使であるカールに対して不信感を持っており主人公にパパ・カーンがリージョンとの同盟を破棄するよう説得をするためにパパ・カーンと親しい人物達の説得とリージョンがグレート・カーンズを騙している証拠を探す依頼をしてくる。
ジェサップ
レッドロックキャニオンのグレートカーンズの戦士。物語の序盤で銃で撃たれた主人公を墓に埋めた男の一人。ベニーと共に行動していたがベニーがプラチナチップを手に入れた後に彼に裏切られてしまう。ボルダーシティという街でNCRに追い込まれてしまうが人質をとって廃墟の建物に立てこもる。そこで主人公は彼と再会することになり展開によってはベニーの情報とNCRから逃がすときベニーのライターをくれる。
ジャック
ドラックラボで薬を制作するグレートカーンズの一員。過去にアポカリプスの使徒から科学知識を学び、その知識を活かして薬物を制作している。主人公のスキルが高いと薬物の制作法を教えることが可能で、その度に教えた薬が商品として販売されるようになる。
ダイアン
ドラックラボで取引を担当するグレートカーンズの一員。取引を担当していたアンダースが行方不明になっており、捜索を依頼する。
アンダース
グレートカーンズの密輸屋。薬物を運んで取引を行っていたが、市場拡大のために東へ向かう最中にリージョンに捕まり、コットンウッド・コーヴで磔にされている。
メリッサ
グレートカーンズの一員。採石場ジャンクション西のグレートカーンズの野営地にて、NCRからの横流し品を待っている。
オスカー・ベラスコ
ビタースプリングス周辺の洞窟に潜伏するグレートカーンズの戦士。過去のNCRによる虐殺で家族を失い、復讐のためビタースプリングスを日夜襲撃している。

### フィーンド
モーターランナー
フィーンドを率いるリーダー。もともと住んでいたVault3の住人達を皆殺しにしそこに居座っている。通常会話が可能で、フィーンドの対外的な取引の窓口を請け負っているなど、メンバーの中で一番理性的。チェーンソーを装備している。クエストでグレートカーンズと薬物関係の取引の品を届けることになる。麻薬中毒者の集団であるフィーンドが、曲がりなりにも集団としての連携を維持出来ているのは彼の采配によるところが大きく、NCRからも危険視され賞金が懸けられている。
クック・クック
フィーンドの実行部隊を指揮する幹部で、NCRからお尋ね者にされている賞金首の一人。フィーンドの幹部の中では最も残虐かつ野蛮な男で、味方にも恐れられているほど。また、筋金入りの強姦魔でもあり、最も多くの被害をもたらしている。主に火炎放射器かインシネレーターを使って攻撃してくる。NCRだけではなくニューベガスの住人にも恨まれている。クック・クックのフィーンドシチューというレシピがあり、料理もするようである。ペットであるバラモンのクイニーをとても大事にしている。
バイオレット
フィーンドの実行部隊を指揮する幹部で、NCRからお尋ね者にされている賞金首の一人。ガソリンスタンドの近くを拠点にしている。彼女の周りには部下は一人も居らず、代わりに大量の犬を引き連れている。犬たちをけしかけて相手をズタズタに引き裂くことを好む。犬たちのリーダー格であり、彼女の一番のお気に入りであるバイオレッタは、レックスの新しい犬の脳候補の一匹である。凶暴性を高め恐怖心を消すために、自分の犬にも薬物を投与している。
ドライバー・ネフィー
フィーンドの実行部隊を指揮する幹部で、NCRからお尋ね者にされている賞金首の一人。9番アイアンと言う名のドライバーのユニーク武器を持っており、これで多くのNCR兵の頭をかち割ってきたらしい。用心深い性格らしくNCRからの報復を警戒して、多数の手下を「弾避け」として自身の周囲を固めるように引き連れている。手下を囮にして白兵戦を仕掛け、混戦の隙を突いて接近戦を仕掛けてくる。NCRから「おしゃべり野郎」と言われている。

### ジェイコブスタウン
マーカス
ジェイコブスタウンに住んでいるスーパーミュータントのリーダーで知性の高いスーパーミュータント。マスターズアーミーの一人であったが、ザ・マスターが死んだ後、生き残ったスーパーミュータントを率いて各地を放浪し、ネバダ州西部に町を築いた。『Fallout 2』では町の問題を解決した2の主人公のコンパニオンとして旅に同行し、共にエンクレイヴの基地を攻撃した。その後、再びかつての同胞を探す旅に出て、モハビ・ウェイストランドで町を作り出した。ジェイコブスタウンという名前は過去に殴り合ったり互いの理想論を語り合ったB.O.S.の親友の名前からとったものである。
キース
ナイトキン。ジェイコブスタウンのナイトキンたちを束ねているリーダー格であり、ナイトキン以外の強硬派の住人たちにも信頼されている人物。ステルスボーイによる中毒で自我を失い、凶暴化が進む仲間たちの現状を憂いている。メンバーの中では唯一話の通じる相手らしく、彼を説得出来なければナイトキンたちは治療を受けることなく町を立ち去ってしまう。ヒューマン嫌いのため、人間の協力者を町に置いているマーカスをあまり信頼していない。
Dr.ヘンリー
科学者の老人。ナイトキンの病気を治す方法を探している。彼はアルケイドやリリー、レックスの3名のコンパニオンの専用クエストで色々と重要なことに関わることになる。『Fallout 2』でも登場しており、その時はスーパーミュータントを治療していた。かつてエンクレイヴに属していた過去を持つ。
カラミティ
Dr.ヘンリーの助手。女性のグール。十年ごとに名前と仕事を変えている。Dr.ヘンリーによると、科学に適性があるらしい。

### クリムゾンキャラバン社
アリス・マクラファティ
声 - 織田芙実
ニューベガス郊外に拠点を持つクリムゾンキャラバン社の社長を勤める女性。やり手の企業家であり人当たりのよい人物に思えるが裏では非道なことをしており、シルバーラッシュと結託してキャラバンを襲撃させ持ち主のキャラバンを手放すまでに追い込んだりしてキャラバンをいくつか買収している。後にコンパニオンのキャスのキャラバンも襲撃されていたことが判明する。他にも商売敵のガンランナーから秘密の製造仕様書を盗んだりしており、商売のためなら何でもする人物でもある。キャスの専用クエストの展開によっては、主人公とキャスに殺されてしまう（二人にシルバーラッシュ共々証拠を掴まれ、NCRに発覚する展開もある）。
リンゴ
ニューベガス郊外に拠点を持つクリムゾンキャラバン社の従業員。パウダーギャングに追われておりグッドスプリングスのガソリンスタンドに身を隠している。キャラバンについて聞くとデッキ用のトランプ一式をもらえる。パウダーギャングの件を終わらせるとクリムゾンキャラバン社に移動する。
ジャネット
ニューベガス郊外に拠点を持つクリムゾンキャラバン社の従業員。主にバラモンの世話をしている。ブーマーのメカニックマンのジャックを双眼鏡で見つけ、彼に一目惚れした。クエストで恋を成就させると、クリムゾンキャラバンを辞めてネリスに移動し、それからはジャックと一緒に行動する。

### パウダーギャング
サミュエル・クーク
Vault19にいるグループのリーダーで、NCRCFの反乱の首謀者。NCRへの復讐のために賛同者を引き連れてNCRCFを離れ、各地を転々としていたが、集団の維持に行き詰ってNCRへの復讐どころではなくなり、現在はVault19に住み着いている。爆薬の材料となる硫黄の入手のため、硫黄洞窟に住み着くファイヤーゲッコーの殲滅を依頼する。
エリオット・レム
Vault19にいるグループのメンバー。反乱の際は連絡員として動いており、その後もグループのナンバー2としてクークと共にグループを率いていた。当初こそクークの計画に賛同していたが、各地を巡る生活に嫌気が差しており、NCRへの投降を考えている。ギャングとしての活動が不可能となるように、C4プラスチック爆弾を使い硫黄洞窟を封鎖するよう依頼する。
エディー
NCRCFにいるグループのリーダー。反乱の際にはクークに協力しながらも一定の距離を置き、クーク一派の離脱後に刑務所に留まった囚人らを纏め上げて新たなリーダーとなった。あまり過去のことを話そうとしない。クークとは違って、純粋にギャング団としての勢力拡大を図っている。彼に協力してパウダーギャングを支援し、NCRの奪還部隊を撃退すると以降会いに行くたびにダイナマイトをくれるようになる。
スクランブラー
NCRCFにいるグループのメンバー。エディーのボディガードを務めており、怒ると自分でも何が何だか分からなくなるほど暴れる危険な男。女子供でも容赦しない凶悪殺人犯だったが、現在はエディーに忠誠を誓っている。
マイヤーズ
元プリムの保安官。正義感の強い人間だが、犯罪者に刑を執行したのがあまりに早すぎたためNCRCFに収監された。パウダーギャングに占拠されたあと、そのままギャングの一員となっているが、展開によっては再びプリムの保安官に就任する。
チャペス
NCRCFの南のキャンプにいるパウダーギャングの一員。しかし現在はエディーの命令を聞かず、部下を率いてキャラバンを襲撃している。

### その他
Mr.ニューベガス
声 - 辻親八
今回の舞台であるモハビ・ウェストランドでラジオ放送をしている人物。声のみの出演で、本人が姿を見せることはない。『Fallout 3』のスリードッグと同様にモハビで起こった様々な出来事についてニュースとして伝える。スリードッグとは違い主人公が活躍などをしてもその活躍のことで主人公、個人のことは言わず「第三者」、「何者か」という風に個人情報は伏せている。
ダニエル・ワイアンド
主人公と同じくモハビ・エクスプレスの運び屋として働いていた男性。彼もプラチナチップ関係の仕事を受けていたが後に単なる囮役だったことが明らかになる。それが原因で殺されてしまいプリムには彼の死体が出現する。
リトルバスター
元キャラバンガードの賞金稼ぎの男性。キャンプ・マッカランでトレーニングをしている。飽きっぽい性格で1ヶ月で仕事をやめたりしている。賞金首のフィーンドの情報を教えてくれる。肉詰めオープナーというユニーク武器を持っている。主人公に情報を教えた後、ストリップ地区のカジノに向かうが....。
老婦人ギブソン
ノバックの北にあるスクラップヤードをたくさんの愛犬と一緒に管理している老人。昔はレプコン施設のスカベンジングをやっていたらしく、アイソトープ燃料やコントロールモジュールなどクエスト関係で必要になるアイテムを持っている。ジェイコブスタウンのヘンリー博士とはかつての知り合いだった。
ジェイソン・ブライト
レプコン実験エリアで多数のグールをまとめあげている指導者。体の一部が光りし者に変化している。「偉大なる旅」へ出るために地下にあるロケットを修理していたが、デービソン率いるナイトキン達の襲撃を受け、他のグールたちとともに研究室に避難している。
デービソン
レプコン実験エリアに攻め寄せたナイトキンたちを率いる、元マスターズアーミーのナイトキン。人間だった頃の記憶を微かに残しているらしく、自らを元軍人で大尉の階級にあったと語る。何故かバラモンの頭骨を肌身離さず持ち歩いており、本人曰くこの頭骨からは「新たな導きの声」が聞こえ、消滅したザ・マスターに代わって道を示してくれているらしい。安寧の定住も人間との共存も嫌っており、ステルスボーイの中毒で同族からも孤立してしまったナイトキンたちを保護し従えている。
クリス・ハバーサム
レプコン実験エリアでジェイソンに従いロケットの修理を行っている科学者。元Vault34の住人。グール化していないにも関わらず、自身がグールだと思い込んでおり、指摘すると怒る。ロケットでの「偉大なる旅」に同行しようとしているが、高濃度の放射能に汚染されたロケットにはグールでなければ乗れず、ジェイソンは彼を諦めさせようと説得を続けている。
ファンタスティック
ヘリオス1で発電施設の復旧を行っている、NCRに雇われた研究員。しかし、彼が調べているターミナルは施設のインターホンで、同僚のイグナシオに指摘されてもファンタスティックはそのことを認めようとしない。そのため、イグナシオには「マヌケ」呼ばわりされている。ヘリオス1がシーザー・リージョンに支配されると、シーザー・リージョン側に寝返る。
ジョージ
ネリス空軍基地へ続く道にいるギャンブラー。空軍基地の砲撃をくぐり抜ける情報を販売しており、基地までたどり着けるかどうかの賭けを提案する。
フランク・ウェザース
エアロテック・オフィスパークにいる男性。ベガスのカジノ目当てでウェイストランドにやってきたが、家族がリージョンの奴隷商人にさらわれてしまい、自分だけ逃げ延びたことで自己嫌悪に陥っている。
ノートン
NCRからの依頼でジェイコブズタウンを襲撃しに来た傭兵集団のリーダー。「攻める時は攻め、引く時は引く」がモットーで、金を積まれたり不利であると説得されるとあっさり引き下がる。
ヘック・ガンダーソン
ウルトラ・ラグジュを訪れている農場主で、ベガスへの食料の供給を差し止められるほどの力を持つバラモン長者。息子のテッドと共にカジノを訪れたがテッドが行方不明になり、主人公に捜索を依頼してくる。
タビサ
ブラックマウンテンを占拠し、風変わりな放送「ブラックマウンテン・ラジオ」の放送を行っている元マスターズアーミーのナイトキン。重度の統合失調症を患っている。ロンダというMrハンディを溺愛していたが、現在は故障している（その修理のためにラウルを呼び寄せた）。ロンダを修理すると主人公に感謝し、ロンダを連れてブラックマウンテンを離れ放浪の旅に出る。
フェスタス
サンセット・サルサパリラ本部にいる案内ロボット。自身のことを「フェスタス叔父さん」と呼ぶ。青い星のついた希少なボトルキャップ「サンセット・サルサパリラ・スターキャップ」を大量に彼のところへ持っていくことで報酬がもらえる（このスターキャップについてはゲーム序盤で登場するマルコム・ホームズという商人に語られる）。

### コンパニオン
前作と同じく、特定のキャラクターは条件を満たすと主人公の旅に同行するようになる。今作では、全員が独自のストーリーおよび固有のクエストを有している。
システムが大幅に改良され、特に「コンパニオンホイール」と言う円形の操作盤を弄ることで会話を挟まずに細かな指示が迅速に出せるようになっている。
更に、各コンパニオンはそれぞれ固有のPerkが設定され、連れている間はそれぞれの効果を受けることができる。
その他にもコンパニオンが倒した敵の経験値は主人公が一切戦闘に関与せずとも主人公に還元されたり、人間以外のコンパニオンにもアイテムを持たせられるようになるなどの変更が見られる。
また、ノーマルモードではコンパニオンの体力がなくなっても死亡せず、一時的な気絶状態に陥るだけの仕様に変更されている。
なお、ハードコアモードでは前作と同じく死亡する。この場合は当然、それ以降連れて行けなくなる。
アルケイド・ギャノン (Arcade Gannon)
アポカリプスの使徒として、オールド・モルモンフォートで医師を務める男性。35歳。
エンクレイヴの末裔であり、特定の状況下で発生する専用クエストを進める事で、組織としてのエンクレイヴをモハビに復活させる事が出来る。主体性は無いがモラルは高く、リージョンの事は漠然と嫌っている。特定の場所にいくと専用会話がでる。
仲間にするためには高い交渉術か、もしくは極めて低い知能、またはアポカリプスの使途の好感度が高い場合、男性主人公専用Perkが必要となる。
固有Perkは「Better Healing」で、主人公が使う薬品アイテムの効果を増幅させる効果がある。
クレイグ・ブーン (Craig Boone)
声 - 小山力也
ニューベガスの南東に位置する街、ノバックで夜間に哨兵を務める男性。26歳。
元NCR第一偵察隊の狙撃兵で、妻を攫われた経緯からリージョンに強い憎しみを抱いており、彼を連れている間は自動的にリージョンと敵対関係になる。能力の高い強力なコンパニオンだが、同行させると必然的にNCRに加勢するルートに進む。
妻の拉致の手引きをした者がいるとして街の人間を信用しておらず、その一件を解決させる事で仲間として同行させることが可能となる。彼の専用クエストではかつて過去にビタースプリングスで起きた事件に罪悪感を持ち、それに立ち向かうべく主人公と共に行動する。
固有Perkの「Spotter」は、ズーム（エイミング）時に敵として認識したキャラクターを赤く輝かせて表示させることで夜間や遠距離からの索敵・狙撃に有効なPerkである。
ベロニカ・サンタンジェロ (Veronica Santangelo)
声 - 甲斐田裕子
BoSに所属する女性。27歳。調達任務のため表に出ており、身元は隠している。
現状のBoSに対する疑念が強く、変わる必要があるのではないかと考えている。仲間にするだけならば、話しかけてBoSに敵意の無い事を示すだけで良い。彼女の専用クエストは、BoSの現状を変えるために彼らの説得を主人公と考えるクエストである。クエストの選択肢によっては彼女はアポカリプスの使徒になる。同性愛者でかつてBoSの女性の恋人がいたが恩師であるエリヤという人物に引き離されてしまう。
固有Perk「Scribe Assistant」によって場所を選ばずにアイテム作成が出来るようになる。
ラウル・テハダ (Raul Tejada)
声 - 高橋圭一
「ラウルの小屋」の持ち主であるグールの男性。フルネームはラウル・アルフォンソ・テハダ。メキシコ出身の元殺し屋で、メカニック。230歳。
ブラックマウンテン・ラジオのリスナーだったが、ある時ラジオが聞こえなくなったことから、機器の故障を疑いブラックマウンテンを訪ねて修理を申し出たところ、タビサに捕まり、死刑宣告と死刑執行延長をされながら専属メカニックとして仕事をさせられるようになった。ブラックマウンテン・ラジオに出てくるラウルとは彼のことである。過去に起きた悲惨な経験と自分の身体能力の衰えに悩んでおり、そんな彼の専用クエストでは彼の悩みとこれからについてを考えるクエストである。戦前メキシコにあったポセイドンエネルギー系列の会社チコ石油のジャンプスーツを着ており、以前はそのジャンプスーツに書かれた名前のミゲルにちなんで「オールド・ミゲル」と名乗っていた。
主人公を「ボス」と呼ぶ。発言は老人らしく皮肉と倦怠感に満ちており、戦闘時や新しい場所に行った時などによく喋る。仲間にするための条件は非常に厳しいが能力は高く、唯一どこにも属していない情勢無視のコンパニオンとなっている。
ブラックマウンテンの刑務所から解放する前と、仲間として連れていない時にラウルの小屋内でのみ、武器の修理を行ってくれる。
固有Perk「Regular Maintenance」を持つ。これは武器・防具の耐久力の低下を半分に和らげる効果がある。
リリー・ボーウェン (Lily Bowen)
声 - 斎藤志郎
北西部に在るスーパーミュータントの街、ジェイコブスタウンで牧場主をしているナイトキン。202歳。
最終戦争後まもなく、FEVによってナイトキンに進化させられ、マスターズアーミーの偵察兵として行動していた過去をもつ。大陸西部のスーパーミュータントは強制進化の影響で生殖能力が消失しているが、「おばぁちゃん」や「私」といった女性的な一人称をよく用いる。
ナイトキン特有のステルスボーイの多用による精神障害を患っており、極度のダメージなどを受けると発作を起こし暴走する。そのため、発作を抑える薬を常用しているが記憶障害の副作用に悩まされている。
固有Perkである「Stealth Girl」は、アイテム「ステルスボーイ」の効果時間を二倍に引き延ばす効果をもたらす。
キャス　―ローズ・オブ・シャロン=キャシディ (Rose of Sharon Cassidy)
声 - 本田貴子
キャシディ・キャラバンを率いている37歳の女性。『Fallout 2』のコンパニオン、ジョン・キャシディの娘。クリムゾンキャラバンと繋がりがある。
主人公との関係はNCRの前哨基地にて飲んだくれている彼女と出会うことから始まり、クリムゾンキャラバン社に彼女のキャラバンを買収させてから交渉することで仲間となる。
エナジー兵器の販売を専門にしているシルバーラッシュとの関係が非常に悪く、連れていると問答無用で攻撃する。シルバーラッシュ絡みのクエストを進めると二度と連れ歩く事が出来なくなる特殊なコンパニオンである。密造酒の作り方を教えてくれたり、またその材料があれば作ってくれる。主人公が薬物中毒になったとき薬をやめるよう諭してくれたり、仲間にするときの交渉の一つで飲み比べの勝負をするときには主人公が無理して酒を飲んでいるのを見て止めたりするあたり、心やさしい人物でもある。美人でもあることからフリーサイドの男性達からよくナンパされているが全部断っている。ニューベガスの地理や地元勢力に詳しく主人公が行く場所によって様々なコメントをする。フィーンドのリーダー達を倒すと周りのキャラバン達が酒を奢ってくれるなどと言う。彼女の専用クエストでは自分のキャラバンが襲われる理由を調べるべく主人公に協力を求めてくる。
固有Perkとして「Whiskey Rose」を持つ。これは主人公がアイテム「ウィスキー」を使用した際のステータス低下や中毒症状を抑え、防御力（DT）を上昇させる効果がある。
ED-E (Eyebot (Duraframe) – SubjectE)
6年前に製造されたアイボット。プリムの街で故障しているED-Eを修理することで同行させることができる。内部のデータにはある秘密があり、特定の人物と話をすることによって録音会話を聞くことができる。専用クエストでは通信でとある2つの派閥にED-Eを連れてくるよう頼まれる。
なお、主人公との会話は音声識別と応答のビープ音のみである。
固有Perkは「Enhanced Sensors」主人公が敵を認識できる距離を伸ばし、その範囲内の敵をV.A.T.S.モードにて補足できるようになるもの。戦闘では、威力は低いが速射性能に優れるレーザーで後方から援護してくれる。
レックス (Rex)
フリーサイドのギャング「ザ・キングス」の長であるザ・キングに飼われているサイバードック。型番はCyber-Hound Mk. III, LEO Support Model, Serial Number B955883。209歳。
半機械化された犬であり、ザ・キングと信頼関係を築く事で譲ってもらえるようになる。数少ない生身の部分である脳が長い時間を経て劣化しており、早急に修理する必要がある。
専用クエストで複数存在する犬用の脳と入れ替える事で性能が大きく変化する事が特徴であり、エンディングもそれによって変化する。
固有Perk「Search and Mark」を持ち、ズーム（エイミング）時に落ちているアイテムやアイテムを持った死体を緑色に輝かせて表示するもの。戦闘では、前作のドッグミート同様素早い動きで接近しての噛み付き攻撃を行う。

## 敵

### クリーチャー
放射能の影響や実験などで生まれたモンスター。その多くは元々普通の生物だったものの末裔。
ゲッコー
『Fallout2』で初登場した放射能で変異したヤモリ。二足歩行で走り回るのが特徴。移動スピードが早く、素早い攻撃を仕掛けてくるため対処が遅れると危険。小型の「ヤング・ゲッコー」も存在する。
上位版として、放射能の影響で体色が黄色になり攻撃に放射能が付与されている「ゴールデンゲッコー」、通常攻撃に加え口から炎を吐き出す「ファイアーゲッコー」も登場する。
ナイトストーカー
ガラガラヘビ とコヨーテを遺伝子操作で組み合わせて作られた生物。外見は白い犬で、攻撃手段は直接攻撃のみだが攻撃力がカサドレス並に高く毒を持つ。おまけに耐久力もそこそこ高く、群れで行動していることが多いため危険な存在。
カサドレス
ナイトストーカー同様、遺伝子操作で作られた生物。ベースはオオベッコウバチ 。飛行して高速で接近してくる上、高い攻撃力や毒、そこそこ高めの耐久力に高い知覚と全ての要素が高くまとまっており、本作に登場するクリーチャーの中でもデスクローに並ぶ最強クラスの強さを誇る。
ジャイアント・マンティス
主に森林地帯に生息する巨大化したカマキリ 。耐久面は貧弱で攻撃手段も直接攻撃のみだが、攻撃力が高めで油断ならない存在。
レイクルーク
淡水に適応したミレルーク。外見は前作のミレルーク・キングとほぼ同じ。
ラッドローチ
前作にも登場した巨大ゴキブリ。これといって変わった点はなく、最弱に近い敵であるのも相変わらず。今回は地下道ではなく、フィールドの放射能汚染地帯に出現することが増えている。
モールラット
前作にも登場した変異ネズミ。今回は建物内やダンジョンではなく、フィールドで巣穴を作っていることが多い。今作では小型の「モールラットの子供」も登場するようになった。
ブロートフライ
前作にも登場した変異ハエ。前作に比べ好戦的でなくなり、遠距離ならば発見されても襲ってこなくなっている。
ラッドスコルピオン
前作にも登場した変異サソリ。今作では色違いの「バークスコルピオン」も登場する。最上位種の「ジャイアント・ラッドスコルピオン」はDTが野生生物敵では最も厚い難敵。
デスクロー
前作にも登場したジャクソンカメレオンをベースとする索敵殲滅用の生物兵器の末裔。巨体に見合わない驚異的な移動速度と非常に高い攻撃力で前作でも猛威を振るったが、今作でもそれは変わっておらず、単純な攻撃力では最強クラス。今作では更に厄介になっており、多くの場合が数匹以上の意外に多い頭数で群れを形成している上、より強力な力を持った上位種が新たに多数登場。「ブラインドデスクロー」「デスクロー・アルファ」「デスクロー・マザー」と強力な個体があちこちに出現する。
ケンタウロス
前作に引き続き登場。今作では放射能汚染地帯にしか生息しておらず、スーパーミュータントと一緒に出現する機会も少ない。進化型も登場し、特定の場所には「巨大ケンタウロス（進化型）」という最強の個体も出現する。
コヨーテ
野生のコヨーテ。基本的には前作の「凶暴な犬」と同じ性質だが、あまり好戦的ではなく発見されても距離が離れていると威嚇してくるだけで済む。

### ヒューマノイド
NCR兵
NCRの兵士達。主にサービスライフルで武装している。火力はそれほどでもないが、アーマーを着ているためDTがそこそこ高く、耐久力が高い。また、エリートで構成されたNCRレンジャーも存在し、こちらは通常のNCR兵よりも耐久力に優れる。
物語を進めると、エリート部隊であり本作のパッケージを飾る「NCRベテランレンジャー」が各地に登場する。コートの下に黒いアーマーを装備し、ヘルメットを装備しているため耐久面に非常に優れているのが特徴。また、アンチマテリアルライフルやブラッシュガンなどの強力な武装を持つため火力も非常に高い。
リージョン兵
各地で活動するリージョンの戦士達。それぞれ階級がついており、一般戦闘員に相当するリージョン新兵、プライム・リージョン兵、ベテラン・リージョン兵、指揮官クラスの新兵デカヌス、プライム・デカヌス、ベテラン・デカヌス、偵察員のエクスプローラー、センチュリオンの下に当たるベキシラリウス、要職の護衛を務めるプレイトリアンガード、最高クラスの指揮官で歴戦の勇士でもあるセンチュリオンで構成されている。
フィーンド
ニューベガスの西部をテリトリーとしているレイダー集団。武装はレーザーRCW、プラズマライフルなどエネルギー兵器が中心となっており、バイパーやジャッカルとは比べ物にならない強さを誇る。
フェラル・グール
前作に引き続き登場の、理性を失くしたグール。出現する種類は前作と同じで、性質もさほど変わらない。ただし上位種の「光りし者」は大幅に強化されている（一方、前作で猛威を振るった「フェラルグール・リーヴァー」は大幅に弱体化されている）。
スーパーミュータント
前作に引き続き登場。ただし、東海岸とはウイルスの性質が多少異なる西海岸出身のため、今作ではベヒモスやオーバーロードは出現しないが、基本耐久力が大幅に上昇している。加えて移動スピードも段違いに早くなっており、脅威度が増している。上位種はライトマシンガンやヘビーインシネレーターといった最強クラスの武装を所持しているため、十分な装備がないと瞬殺される可能性もある。
ナイトキン
スーパーミュータントの亜種。ステルスボーイで身を隠して襲撃してくるのが最大の特徴。耐久力や移動スピードも速く、まともに戦うと大きな被害を被る。

### ロボット
セキュリトロン
Mrハウスが指揮し、ストリップ地区を警備するロブコ社製のロボット。ヴィクターがインストールされているのもこのロボット。顔のモニター部分には警官の顔が映されている。ガトリングレーザーを使用する上、DTもかなり高めで戦闘能力は高い。
ある程度ストーリーを進めるとアップデートされ「セキュリトロンMKII」となる。従来の230%以上の性能を発揮しているとされており、通常版よりHPやDTがさらに高く、ミサイルランチャーやグレネードマシンガンも使用するため火力が段違いになっている。また、こちらはモニターに映るのが軍人の顔になる。